# Cantone di La Grave
Il Cantone di La Grave era una divisione amministrativa dell'arrondissement di Briançon.
A seguito della riforma approvata con decreto del 20 febbraio 2014, che ha avuto attuazione dopo le elezioni dipartimentali del 2015, è stato soppresso.

## Composizione
Comprendeva i comuni di:
- Villar-d'Arêne
- La Grave